# Tapinoma pomone
Tapinoma pomone é uma espécie de formiga do gênero Tapinoma.